# BLW (Baby-Led Weaning)
BLW são as iniciais de baby-led weaning, que em português significa o "desmame guiado pelo bebê". Ele é uma abordagem utilizada na fase da introdução alimentar do bebê, que vai de seis meses a dois anos de idade. Nesse período o bebê começa a desmamar, ou seja, o bebê para de se alimentar exclusivamente de leite materno ou fórmula infantil, e passa a ter outros alimentos ocupando esse espaço. No BLW o bebê se alimenta com as próprias mãos através da oferta de alimentos em formatos e texturas adequadas e tem o seu desenvolvimento, ritmo e autonomia respeitados.
A prática se popularizou no Brasil no final de 2018 através da tradução do livro Baby-led Weaning das autoras Gill Rapley e Tracey Murkett. E em 2019 foi lançado o primeiro aplicativo em português que ensina como fazer BLW, o BLW Brasil App.

## Princípios básicos do BLW
- A introdução alimentar só deve ser iniciada após os 6 meses.
- O leite (materno ou fórmula) continua sendo o principal alimento até 1 ano de idade.
- O bebê deve decidir o quanto quer comer. A refeição não deve ser oferecida com a colher para "garantir" que ele coma.
- As refeições não devem ser apressadas.
- As refeições devem ser oferecidas nos momentos em que os pais ou o cuidador também estão comendo, para dar o exemplo e ajudar na aprendizagem através do espelhamento de comportamento.
- Os alimentos devem estar em formato adequado para que o bebê consiga pegar, geralmente em formato de bastão e um pouco maior que o punho dele fechado. Quando o bebê já tiver desenvolvido o movimento de pinça (junção do dedo polegar com o indicador, que acontece por volta dos 9 meses), já podem ser oferecidos tamanhos menores.
- Os alimentos devem estar em textura adequada para que o bebê consiga mastigar com a gengiva e não sofrer um engasgo. Alimentos duros, como cenoura e maçã, devem ser cozidos.
- A água deve ser oferecida apenas após os 6 meses, e deve ser oferecida ao longo das refeições e do dia.

## Quando iniciar o BLW
Conforme recomendado pela Organização Mundial da Saúde (OMS) e a Sociedade Brasileira de Pediatria (SBP), até os 6 meses o bebê deve ser amamentado exclusivamente com leite materno ou fórmula, não havendo nenhuma indicação de introduzir demais alimentos ou outros líquidos antes desta data. 
O BLW tira proveito dos estágios de desenvolvimento natural do bebê, dessa forma, além dele precisar ter 6 meses, ele também deve apresentar os seguintes sinais de prontidão:
- Senta com o mínimo de apoio ou nenhum apoio: isso é importante para qua

lquer método de introdução alimentar escolhido. A postura correta do bebê diminui o risco de engasgo. Se eles tiverem um alimento na boca e quiserem expulsar, é importante que eles estejam eretos e possam se inclinar pra frente se necessário, assim a gravidade ajuda o processo de expulsão do alimento. Dessa forma eles conseguem ativar o reflexo de gag com segurança. 
- Capaz de sustentar a cabeça e ter controle sobre o tronco: permite ele ter a mobilidade necessária com os braços para alcançar o alimento, pegá-lo e levá-lo à boca.

- Mostra interesse pelos alimentos dos adultos: quando ele vê que a família está comendo, ele também quer participar e explorar esse alimento. Geralmente ele olha, fica curioso e com interesse em pegar o alimento.

- Saber levar objetos à boca.

## Amamentação
A Organização Mundial da Saúde (OMS) e a Sociedade Brasileira de Pediatria (SBP) recomenda que o bebê deva ser amamentado até os 2 anos de idade ou mais, sendo que até os 6 meses de idade a amamentação deve ser é exclusiva. Até um ano de idade o leite (materno ou fórmula) é o principal alimento do bebê, e após essa data passa a ser complementar. 
Após o início da introdução os alimentos aos 6 meses, os bebês devem continuar sendo amamentados em livre demanda. O leite não deve ser limitado com objetivo que o bebê sinta forme e por isso coma mais, essa ação apenas o deixaria mais irritado e frustrado com os alimentos, já que no início o bebê ainda não aprendeu que o alimento também é responsável por provocar saciedade.

## Reflexo degagx engasgo
Quando os bebês trazem alimentos sólidos para a própria boca, são eles que orientam a experiência sensorial, iniciando e parando quando estão confortáveis e prontos. Quando o alimento se move muito posteriormente na boca, é provocado o reflexo de gag, que se assemelha a uma ânsia de vômito, onde o alimento é expelido da boca.  Durante o gag o bebê continua respirando, ele pode lacrimejar e em algum casos, até vomitar um pouco. Os bebês utilizam o reflexo de gag para aprender sobre as bordas da boca e sobre como proteger as vias aéreas ao engolir voluntariamente alimentos sólidos, evitando assim o engasgo. 
O engasgo acontece quando um objeto (alimento ou não) bloqueia parcialmente ou totalmente a traqueia, durante o engasgo o bebê não tem respiração, ele não tem esse movimento de ânsia, em poucos segundos a boca fica roxa, ele fica parado ou batendo os braços. Se isso acontecer deve ser realizada a manobra de desengasgo, também conhecida como Manobra de Heimlich, imediatamente.